# J2 League 2015
Die J2 League 2015 war die siebzehnte Spielzeit der zweiten Division der zweiten Division der japanischen J.League und die erste unter dem Namen J2 League. An ihr nahmen 22 Vereine teil. Die Saison begann am 5. März und endete am 23. November 2015.
Meister wurde Ōmiya Ardija, die weiteren Aufsteiger waren Júbilo Iwata und Aufstiegsplayoff-Gewinner Avispa Fukuoka. Absteiger in die J3 League waren Relegations-Verlierer Ōita Trinita und Tochigi SC.

## Modus
Die Vereine spielten ein Doppelrundenturnier aus; somit ergaben sich insgesamt 42 Partien pro Mannschaft. Für einen Sieg gab es drei Punkte, bei einem Unentschieden einen Zähler. Die Tabelle wurde also nach den folgenden Kriterien erstellt:
1. Anzahl der erzielten Punkte
2. Tordifferenz
3. Erzielte Tore
4. Ergebnisse der Spiele untereinander
5. Entscheidungsspiel oder Münzwurf

Die zwei Vereine mit den meisten Punkten stiegen am Ende der Saison direkt in die J1 League 2016 auf.
Der dritte Aufsteiger wurde durch ein Turnier im K.-o.-System über zwei Runden zwischen den Mannschaften auf den Plätzen 3 bis 6 ermittelt. Hierbei spielte der Dritte gegen den Sechsten, der Vierte trat gegen den Fünften an. Die höherplatzierte Mannschaft genoss Heimrecht. Im Falle eines Unentschiedens nach 90 Minuten kam der besserplatzierte Verein eine Runde weiter. Das Finale fand aufgrund der Bautätigkeiten rund um das Olympiastadion Tokio im Yanmar Stadium Nagai statt, der Sieger stieg in die Division 1 auf.
Der Tabellenletzte stieg direkt in die J3 League 2016 ab, der Tabellenvorletzte spielte in zwei Relegationsspielen gegen den Vizemeister der J3 League 2015 um den Klassenverbleib.

## Teilnehmer
Insgesamt nahmen 22 Mannschaften an der Saison teil. Am Ende der Saison 2014 verließ Meister Shonan Bellmare nach nur einem Jahr wieder in Richtung J1 League. Begleitet wurde Shonan durch den Zweitplatzierten Matsumoto Yamaga FC und den Gewinner der Aufstiegsplayoffs Montedio Yamagata, der sich gegen JEF United Ichihara Chiba und Júbilo Iwata durchsetzte. Matsumoto und Montedio kamen vor drei Jahren gemeinsam in die Spielklasse – Matsumoto als Aufsteiger aus der Japan Football League, Montedio als Absteiger aus der J.League Division 1 – und kehrten dieser nun zusammen den Rücken zu.
Ersetzt wurden die drei Aufsteiger durch die drei Absteiger aus der J.League Division 1 2014, Ōmiya Ardija, Cerezo Osaka und Tokushima Vortis. Während Tokushima nach nur einem Jahr in der Division 1 wieder in die J2 zurückkehrte, beendeten Cerezo mit fünf und Ōmiya mit zehn Jahren wesentlich längere Zugehörigkeiten zum Oberhaus.
Am unteren Ende der Tabelle verabschiedete sich der Tabellenletzte Kataller Toyama nach sechs Jahren J2 in die J3 League. Die Mannschaft aus Zentral-Honshu wurde durch den Meister der J3 League 2014, Zweigen Kanazawa, ersetzt. Kamatamare Sanuki musste als Vorletzter in die Relegation gegen den AC Nagano Parceiro; nach einem torlosen Unentschieden in Nagano reichte letztlich ein knapper 1:0-Sieg im Rückspiel zum Klassenerhalt.
| Team                      | Stadt                   | Heimstadion                           |
| ------------------------- | ----------------------- | ------------------------------------- |
| Avispa Fukuoka            | Fukuoka, Fukuoka        | Level-5 Stadium                       |
| Cerezo Osaka              | Osaka, Osaka            | Kinchō Stadium                        |
| Consadole Sapporo         | Sapporo, Hokkaidō       | Sapporo Dome                          |
| Ehime FC                  | Matsuyama, Ehime        | Ningineer Stadium                     |
| Fagiano Okayama           | Okayama, Okayama        | City Light Stadium                    |
| FC Gifu                   | Gifu, Gifu              | Nagaragawa-Stadion                    |
| Giravanz Kitakyūshū       | Kitakyūshū, Fukuoka     | Honjō Athletic Stadium                |
| JEF United Ichihara Chiba | Chiba, Chiba            | Fukuda Denshi Arena                   |
| Júbilo Iwata              | Iwata, Shizuoka         | Yamaha Stadium                        |
| Kamatamare Sanuki         | Takamatsu, Kagawa       | Pikara Stadium                        |
| Kyōto Sanga               | Kyōto, Kyōto            | Nishikyōgoku Athletic Stadium         |
| Mito HollyHock            | Mito, Ibaraki           | K's denki Stadium                     |
| Ōita Trinita              | Ōita, Ōita              | Ōita Bank Dome                        |
| Ōmiya Ardija              | Ōmiya, Saitama, Saitama | NACK5 Stadium Ōmiya                   |
| Roasso Kumamoto           | Kumamoto, Kumamoto      | Umakana Yokana Stadium                |
| Thespakusatsu Gunma       | Kusatsu, Gunma          | Shoda Shoyu Stadium Gunma             |
| Tochigi SC                | Tochigi, Tochigi        | Tochigi Green Stadium                 |
| Tokushima Vortis          | Tokushima, Tokushima    | Pocari Sweat Stadium                  |
| Tokyo Verdy               | Tokio                   | Ajinomoto Stadium                     |
| V-Varen Nagasaki          | Nagasaki, Nagasaki      | Nagasaki Athletic Stadium             |
| Yokohama FC               | Yokohama, Kanagawa      | NHK Spring Mitsuzawa Football Stadium |
| Zweigen Kanazawa          | Kanazawa, Ishikawa      | Ishikawa Athletics Stadium            |

Bemerkungen
1. Cerezo Osaka nutzte während der Saison zwei der insgesamt drei Stadien im Nagai Park. Hauptspielstätte war hierbei das Kinchō Stadium, daneben wurden sechs Spiele im Yanmar Stadium Nagai ausgetragen.[2]
2. Consadole Sapporo trug zwei Heimspiele im Sapporo Atsubetsu Stadium aus.[3]
3. Fagiano Okayama trug ein Heimspiel im Tsuyama Athletics Stadium in Tsuyama aus.[4]
4. Kamatamare Sanukis Pikara Stadium hieß vor dem 1. September 2015 Kagawa Marugame Stadium.[5]
5. Mito HollyHock trug die ersten fünf Heimspiele im Kasamatsu Stadium in Mito aus.[6]
6. Ōmiya Ardija trug ein Heimspiel im Kumagaya Athletic Stadium in Kumagaya, Saitama aus.[7]
7. Roasso Kumamoto trug vier Spiele im Kumamoto Suizenji Stadium in Kumamoto aus.[8]
8. Tokyo Verdy trug je zwei Heimspiele im Komazawa Olympic Park Stadium und im Ajinomoto Field Nishigaoka aus.[9]
9. Yokohama FC trug ein Heimspiel im Ajinomoto Field Nishigaoka in Tokio aus.[10]

## Trainer
| Verein              | Cheftrainer                              |
| ------------------- | ---------------------------------------- |
| Consadole Sapporo   | Ivica Barbarić → Shūhei Yomoda           |
| Mito HollyHock      | Tetsuji Hashiratani → Takayuki Nishigaya |
| Tochigi SC          | Yūji Sakakura → Yasuharu Kurata          |
| Thespakusatsu Gunma | Hiroki Hattori                           |
| Omiya Ardija        | Hiroki Shibuya                           |
| JEF United Chiba    | Takashi Sekizuka                         |
| Tokyo Verdy         | Kōichi Togashi                           |
| Yokohama FC         | Miloš Rus → Hitoshi Nakata               |
| Zweigen Kanazawa    | Hitoshi Morishita                        |
| Júbilo Iwata        | Hiroshi Nanami                           |
| FC Gifu             | Ruy Ramos                                |
| Kyoto Sanga FC      | Masahiro Wada → Kiyotaka Ishimaru        |
| Cerezo Osaka        | Paulo Autuori → Kiyoshi Ōkuma            |
| Fagiano Okayama     | Tetsu Nagasawa                           |
| Kamatamare Sanuki   | Makoto Kitano                            |
| Tokushima Vortis    | Shinji Kobayashi                         |
| Ehime FC            | Takashi Kiyama                           |
| Avispa Fukuoka      | Masami Ihara                             |
| Giravanz Kitakyushu | Kōichi Hashiratani                       |
| V-Varen Nagasaki    | Takuya Takagi                            |
| Roasso Kumamoto     | Takeshi Ono                              |
| Oita Trinita        | Kazuaki Tasaka → Nobuaki Yanagida        |

## Spieler
Quelle:
| Verein              | Spieler |
| ------------------- | --- |
| Consadole Sapporo   | Junki Kanayama (9/0), Paulao (15/0), Ryūji Kawai (30/0), Kazuki Kushibiki (37/0), Takayuki Mae (17/1), Ken Tokura (34/13), Hiroki Miyazawa (39/5), Shunsuke Maeda (8/0), Yoshihiro Uchimura (35/7), Shin’ya Uehara (13/2), Hiroyuki Furuta (22/1), Jun’ichi Inamoto (31/0), Kazuki Fukai (15/0), Kengo Ishii (14/1), Kazumasa Uesato (27/1), Yumemi Kanda (7/0), Akito Fukumori (39/4), Gu Sung-yun (33/0), Irfan (6/0), Takuma Arano (31/2), Takurō Kikuoka (8/0), Yūto Nagasaka (2/0), Yūto Horigome (36/1), Shōgo Nakahara (11/0), Hiroyuki Mae (13/2), Nildo (13/0), Shinji Ono (17/2), Nazarit (24/5)                                                                                  |
| Mito HollyHock      | Kōji Homma (35/0), Taiki Tamukai (29/1), Yūdai Tanaka (42/1), Takamasa Yamazaki (1/0), Kim Song-gi (22/0), Kōsei Ishigami (21/0), Yūto Suzuki (27/6), Ken Iwao (41/1), Kenji Koyano (11/1), Keisuke Funatani (34/4), Kōhei Mishima (33/7), Tsuyoshi Miyaichi (14/0), Park Kwang-il (2/0), Ryō Shinzato (37/1), Eiji Shirai (3/0), Yūki Yamamura (30/1), Jun’ya Imase (16/0), Takashi Kasahara (8/0), Kōhei Uchida (34/0), Jun’ya Hosokawa (32/1), Hayato Ikegaya (3/0), Song Ju-hun (8/0), Hironori Ishikawa (14/0), Makito Yoshida (29/4), Kenji Baba (40/9), Musashi Suzuki (6/2) |
| Tochigi SC          | Akihiko Takeshige (22/0), Yoshiya Nishizawa (8/0), Park Hyung-jin (37/0), Kenji Arabori (38/3), Kei Omoto (13/1), Han Hee-hoon (31/1), Kazunori Kan (22/0), Kōji Hirose (36/3), Yūdai Nishikawa (22/0), Makoto Sugimoto (26/5), Yōsuke Yuzawa (27/0), Akito Kawamoto (24/6), Toyofumi Sakano (41/6), Shigeru Sakurai (20/0), Tatsunori Yamagata (19/0), Ryōta Sakata (10/0), Hideyuki Akai (6/0), Lee Dae-heon (9/0), Daisuke Yoshimitsu (1/0), Shōta Kaneko (5/1), Lee Joo-young (13/0), Felipe (10/0), Tatsuya Onodera (33/1), Hiroshi Nakano (12/0), Jhonatan (1/0), Isao Homma (34/2), Ryō Matsumura (23/0), Keiya Nakami (41/10)                                                       |
| Thespakusatsu Gunma | Ryōsuke Tada (13/0), Ryōta Aoki (37/0), Tatsushi Koyanagi (21/0), Daichi Inui (21/0), Tatsuki Kobayashi (28/3), Hugo (6/0), Acleisson (22/1), Kaique (15/0), Tanque (4/1), Oliveira (20/1), Shingo Arizono (19/0), Shōhei Yokoyama (6/0), Ryōhei Yoshihama (38/7), Ryōsuke Hisadomi (18/0), Yōsei Ōtsu (6/0), Keita Nozaki (27/4), Hwang Song-su (32/0), Yōsuke Komuta (17/0), Kazuma Kita (3/0), Daiki Tomii (40/0), Yūsuke Kawagishi (4/0), Yōhei Sakai (24/0), Ataru Esaka (42/13), Nobuyuki Kawashima (10/0), Yūki Matsushita (37/2), Youn Young-seong (7/1), Ryō Kobayashi (34/1), Yūichirō Nagai (31/0)                                                                               |
| Omiya Ardija        | Nobuhiro Katō (37/0), Kōsuke Kikuchi (29/1), Hiroyuki Kōmoto (33/4), Carlinhos (38/2), Mrdja (36/19), Takamitsu Tomiyama (12/1), Daigō Watanabe (34/2), Ryūji Bando (22/5), Daisuke Watabe (30/1), Shintarō Shimizu (29/2), Keisuke Ōyama (13/0), Mateus (5/0), Shigeru Yokotani (38/8), Tomonobu Yokoyama (41/3), Tsubasa Ōya (18/0), Hitoshi Shiota (5/0), Takuya Wada (34/2), Shin Kanazawa (23/1), Yūkō Takase (1/0), Tomoki Imai (5/0), Shunsuke Fukuda (12/2), Yūta Fujii (1/0), Yōsuke Kataoka (16/1), Jin Izumisawa (41/7), Akihiro Ienaga (33/11) |
| JEF United Chiba    | Masahiro Okamoto (11/0), Kazuki Ōiwa (35/2), Masakazu Tashiro (12/0), Kengo Kitazume (11/0), Paulinho (36/2), Yūsuke Tanaka (28/1), Yūto Satō (26/0), Tatsuya Yazawa (33/1), Takayuki Morimoto (27/5), Nejc Pecnik (39/14), Takashi Kanai (35/5), Yamato Machida (17/1), Seitarō Tomisawa (20/0), Kentarō Satō (29/0), Taisuke Nakamura (36/1), An Byong-jun (10/0), Ado Onaiwu (33/3), Kim Hyun-hun (39/4), Shun Takagi (31/0), Naoki Kuriyama (7/0), Shō Satō (1/0), Haruya Ide (31/6), Kōki Mizuno (19/1), Takayuki Suzuki (2/0), Masahito Noto (1/0), Makito Itō (1/0), Riki Matsuda (15/4)                                                                                             |
| Tokyo Verdy         | Yūya Satō (41/0), Kōki Anzai (35/1), Akira Ibayashi (41/2), Ryōji Fukui (19/0), Kazuki Anzai (33/3), Ryūji Sugimoto (37/3), Masaki Chūgo (40/4), Alan Pinheiro (31/3), Bruno Coutinho (21/1), Shūto Minami (41/10), Shinnosuke Hatanaka (4/0), Naoto Sawai (33/1), Weslley (10/0), Masaomi Nakano (9/0), Daisuke Takagi (25/7), Satoru Ōki (5/0), Kento Misao (39/0), Hiroki Sugajima (8/0), Kōdai Yasuda (10/0), Naoya Tamura (29/1), Kazuki Hiramoto (30/5), Takahiro Shibasaki (1/0), Kenji Kitawaki (1/0), Yoshiaki Takagi (18/1), Ko Kyung-joon (6/0), Hideki Nagai (18/0) |
| Yokohama FC         | Yūki Nogami (37/0), Park Tae-hong (35/1), Naoki Nomura (11/1), Takanori Nakajima (26/0), Tomoya Uchida (11/0), Kensuke Satō (33/0), Masaru Kurotsu (26/3), Shin’ichi Terada (40/2), Kazuyoshi Miura (16/3), Yōsuke Nozaki (9/0), Junki Koike (41/5), Atsushi Ichimura (36/0), Kazunori Iio (1/0), An Yong-hak (7/1), Yūta Minami (42/0), Kōsuke Onose (37/2), Takahiro Nakazato (35/1), Na Sung-soo (1/0), Toshihiro Matsushita (35/4), Keita Ishii (4/0), Shūma Kusumoto (7/1), Tsukasa Morimoto (10/0), Takumi Watanabe (5/0), Takuya Nagata (24/1), Shōta Aoki (1/0), Rok Straus (4/0), Tetsuya Ōkubo (42/7)                                                                             |
| Zweigen Kanazawa    | Shin’ya Awatari (24/0), Yūji Sakuda (40/5), Cha Young-hwan (35/3), Kōsuke Ōta (38/3), Shōgo Ōmachi (11/0), Shōhei Kiyohara (42/13), Kenta Yamafuji (41/0), Masao Tsuji (15/1), Kazuhiro Satō (38/4), Jean Moser (21/4), Shōma Mizunaga (28/5), Masahiro Kaneko (7/0), Shinji Tsujio (34/3), Mendes (4/0), Yasuhito Tomita (3/0), Kōji Noda (11/0), Shungo Tamashiro (8/0), Keisuke Minegishi (4/0), Yūhei Ōtsuki (31/1), Yūsuke Hoshino (17/1), Tomonobu Hiroi (15/0), Shunsuke Motegi (11/0), Masaru Akiba (42/2), Yoshinobu Harada (42/0), Pauro Jun’ichi Tanaka (25/0) |
| Júbilo Iwata        | Naoki Hatta (1/0), Yūki Kobayashi (40/6), Yūichi Komano (29/1), Hiroto Tanaka (14/0), Kōta Ueda (36/2), Jay (32/20), Yoshiaki Ōta (39/4), Takuya Matsuura (26/3), Tomohiko Miyazaki (40/2), Shūsuke Tsubouchi (7/0), Adailton (39/17), Takafumi Shimizu (12/0), Masahiko Inoha (32/1), Yasuhito Morishima (26/3), Kaminski (41/0), Daisuke Matsui (26/3), Daiki Ogawa (2/0), Nagisa Sakurauchi (41/5), Misaki Uemura (1/0), Yoshiaki Fujita (36/1), Yuki Nakamura (15/1), Shun Morishita (18/0), Hayao Kawabe (33/3) |
| FC Gifu             | Yoshikatsu Kawaguchi (6/0), Masanori Abe (30/0), Kazumichi Takagi (29/2), Yūki Fukaya (10/0), Hiroshi Sekita (2/0), Keiji Takachi (41/0), Rodrigo (18/1), Masashi Miyazawa (15/0), Gilsinho (14/1), Junki Endō (22/1), Keisuke Ōta (12/0), Henik (40/3), Ryōto Higa (1/0), Shun Nogaito (27/0), Yūki Fuji (21/0), Tsukasa Masuyama (32/0), Naoya Okane (34/3), Gakuji Ōta (18/0), Satoshi Tokizawa (18/0), Yūto Ono (14/0), Hiroaki Namba (38/12), Takumi Kiyomoto (15/0), Ryūtarō Karube (7/0), Taisuke Mizuno (15/0), Yūdai Ogawa (3/0), Leomineiro (34/8), Masaki Watanabe (19/1), Kōya Kazama (15/1), Jun Suzuki (2/0), Tsubasa Aoki (11/0), Makoto Sunakawa (10/0)                     |
| Kyoto Sanga FC      | Daichi Sugimoto (5/0), Shun'ya Suganuma (34/1), Satoshi Yamaguchi (17/1), Kim Nam-il (27/1), Hwang Te-song (5/0), Yoshiaki Komai (35/3), Hwang Jin-sung (8/0), Ferro (6/0), Daniel Lovinho (15/2), Riki Harakawa (29/0), Yūta Itō (29/4), Takumi Miyayoshi (33/4), Kōji Yamase (23/1), Hiroki Nakayama (1/0), Kōki Arita (37/5), Masatoshi Ishida (5/0), Daiki Tamori (17/0), Bajalica (36/2), Keisuke Shimizu (22/0), Gō Iwase (22/0), Atsuki Wada (9/0), Kyōhei Uchida (20/0), Shōgo Shimohata (20/0), Yūshi Nagashima (7/0), Kazuki Mine (2/0), Masaya Okugawa (5/1), Yōsuke Ishibitsu (39/2), Masashi Ōguro (40/16), Hayato Sasaki (20/1), Genki Yamada (15/0)                          |
| Cerezo Osaka        | Takahiro Ōgihara (33/2), Yūta Someya (36/0), Ariajasuru Hasegawa (19/3), Yūsuke Tanaka (9/1), Hotaru Yamaguchi (35/1), Pablo (38/8), Ryō Nagai (1/0), Forlan (16/10), Edmilson (14/2), Jumpei Kusukami (21/3), Yūsuke Maruhashi (39/0), Takamitsu Yoshino (17/0), Jun Andō (4/0), Noriyuki Sakemoto (25/0), Cacau (12/2), Magno Cruz (8/1), Yūzō Tashiro (22/6), Keiji Tamada (33/10), Kim Jin-hyeon (24/0), Sōta Nakazawa (9/0), Tatsuya Yamashita (42/2), Daiki Kogure (3/0), Daichi Akiyama (7/0), Kenta Tanno (19/0), Taiga Maekawa (1/0), Kenta Mukuhara (16/0), Hideo Hashimoto (14/0), Kunimitsu Sekiguchi (31/1), Teruyuki Moniwa (14/2), Masaki Sakamoto (1/0), Masaki Okino (2/0) |
| Fagiano Okayama     | Hirotsugu Nakabayashi (42/0), Masahiko Sawaguchi (6/0), Shingo Kukita (21/0), Tetsushi Kondō (7/0), Ryūjirō Ueda (10/0), Tadashi Takeda (33/0), Hwang Jin-sung (9/0), Kazuhito Watanabe (37/0), Hideya Okamoto (9/1), Takanori Chiaki (19/0), Kazuki Someya (17/1), Yūichi Kubo (21/2), Yūki Oshitani (36/9), Makoto Mimura (20/0), Kenji Sekido (5/0), Yuzuru Shimada (31/0), Eiichi Katayama (40/5), Ryūsuke Senoo (4/0), Akira Kaji (36/0), Shin’ya Yajima (37/8), Ryō Tadokoro (34/1), Sōichi Tanaka (12/0), Hidemasa Kobayashi (1/0), Daisuke Itō (35/4), Daiki Iwamasa (42/4), Kōjirō Shinohara (21/3)                                                                                |
| Kamatamare Sanuki   | Kenta Shimizu (42/0), Yūki Ozawa (38/0), Kōdai Fujii (40/1), Keigo Numata (36/5), Yūji Takahashi (32/1), Kōhei Fujita (19/0), Ryōta Nagata (35/6), Tomoya Ōsawa (6/0), Kazuki Ganaha (31/5), Kazumasa Takagi (21/3), Yutaka Takahashi (10/1), Toshihiro Horikawa (3/0), Allan (7/0), Taishi Tsunada (13/0), Ryōga Sekihara (1/0), Hayato Nakama (40/3), Andrea (24/0), Yūki Fuke (2/0), Yūsuke Takeda (15/1), Tetsuya Kijima (12/0), Kazuya Okamura (39/0), Shōhei Yamamoto (29/0), Yūki Morikawa (6/0), Evson (33/1), Jeong Jin-ho (1/0), Ryōsuke Kijima (32/3) |
| Tokushima Vortis    | Takashi Aizawa (5/0), Yōhei Fukumoto (28/1), Alex (26/1), Kōtarō Fujiwara (34/0), Hidenori Ishii (31/0), Yūji Kimura (30/5), Jun Aoyama (6/0), Kim Kyung-jung (1/0), Kim Jong-min (23/5), Jun’ya Ōsaki (28/1), Tomohiro Tsuda (29/2), Ikki Sasaki (4/0), Takeshi Hamada (40/2), Tomoyasu Hirose (25/1), Daisuke Saitō (22/0), Yū Etō (12/1), Akihiro Satō (26/4), Yūto Uchida (26/2), Estiven (30/2), Rikuto Hirose (31/1), Yū Hasegawa (36/3), Yōji Sasaki (15/0), Daisuke Tomita (16/2), Yūya Hashiuchi (17/1), Atsushi Izawa (7/0), Tōru Hasegawa (37/0) |
| Ehime FC            | Tsuyoshi Kodama (42/0), Nobuhisa Urata (35/1), Kenji Dai (4/0), Daiki Nishioka (33/1), Ibuki Fujita (29/0), Kōhei Mihara (29/3), Takumi Murakami (8/0), Keiji Yoshimura (3/0), Kōdai Yasuda (12/0), Yūji Senuma (41/6), Genta Omotehara (7/1), Mutsumi Tamabayashi (39/4), Ken’ya Okazaki (20/0), Nao Eguchi (18/0), Takashi Kondō (34/6), Gō Nishida (37/7), Ryōta Watanabe (15/0), Kazuhisa Kawahara (41/11), Kanta Kondō (11/1), Makoto Rindō (42/1), Yūsuke Murakami (14/0), Naoya Fuji (7/0), Shūto Kojima (17/0), Park Chan-yong (8/0), Daichi Akiyama (16/0), Kōsuke Shirai (9/1), Kenta Uchida (16/4)                                                                               |
| Avispa Fukuoka      | Ryūichi Kamiyama (21/0), Mizuki Hamada (26/4), Takumi Abe (21/1), Lee Kwang-seon (29/0), Masahiro Koga (6/0), Kōta Morimura (1/0), Takeshi Kanamori (32/6), Shūto Nakahara (16/1), Takayuki Nakahara (34/8), Hisashi Jōgo (42/8), Daisuke Sakata (35/3), Park Kun (3/0), Shōki Hirai (15/2), Toshiya Sueyoshi (39/4), Yūta Mishima (9/0), Wellington (18/7), Masashi Kamekawa (38/0), Shunsuke Tsutsumi (40/0), Noriyoshi Sakai (39/7), Gao Zhunyi (7/0), Hokuto Nakamura (30/3), Kōsuke Nakamura (20/0), Eita Kasagawa (1/0), Yū Tamura (18/0), Takahiro Kunimoto (4/0), Taku Ushinohama (3/0), Moises (2/0), Jun Suzuki (36/9)                                                            |
| Giravanz Kitakyushu | Nobuyuki Abe (24/0), Tōru Miyamoto (6/1), Kenta Hoshihara (34/0), Keita Ichikawa (5/0), Kazuya Maeda (37/0), Hiroyuki Nishijima (36/0), Kōki Kazama (42/2), Tsuyoshi Hakkaku (16/0), Kazuki Hara (41/13), Kōki Kotegawa (41/8), Shōta Inoue (37/6), Takayuki Tada (15/0), Daiki Watari (35/7), Hideo Ōshima (32/0), Kyōhei Yumisaki (6/0), Kōken Katō (30/0), Yōhei Naitō (17/1), Daichi Kawashima (34/2), Yūsuke Kondō (5/0), Ayaki Suzuki (19/0), Masahiro Teraoka (14/0), Jumpei Arai (2/0), Rui Komatsu (41/18), Shōhei Ōtsuka (16/1), Kengo Kotani (3/0) |
| V-Varen Nagasaki    | Takuo Ōkubo (31/0), Cho Min-woo (27/0), Ryōta Takasugi (31/0), Naoya Ishigami (11/0), Yūsuke Maeda (34/1), Lee Yon-jick (27/3), Yū Kimura (26/4), Masaki Fukai (7/0), Shō Hanai (23/1), Daisuke Kanzaki (14/1), Yōsuke Kamigata (9/2), Hiroshi Azuma (22/2), Shōhei Kishida (24/0), Kenta Furube (41/3), Kōichi Satō (29/3), Dai Takeuchi (8/0), Masato Kurogi (34/4), Ryōsuke Tone (21/0), Yūdai Inoue (22/0), Ryōta Kajikawa (40/6), Kai Miki (26/0), Kōhei Kitagawa (5/1), Lee Yong-jae (35/7), Teppei Usui (3/0), Yūtarō Takahashi (25/1), Yūki Uekusa (11/0), Stipe (2/2) |
| Roasso Kumamoto     | Minoru Hata (3/0), Kōhei Kuroki (35/1), Shōto Suzuki (23/0), Takuya Sonoda (36/0), Hiroki Noda (4/0), Shōsuke Katayama (11/0), Issei Takayanagi (35/0), Satoshi Tokiwa (23/0), Yūji Yabu (39/3), Ryūichi Hirashige (23/1), Yasuaki Okamoto (18/2), Naoki Ōtani (5/0), Kazuki Saitō (41/12), Tatsuya Tanaka (10/1), Kim Byeong-yeon (3/0), Daiki Kanei (2/0), Yōhei Kurakawa (25/1), Ryōhei Okazaki (1/0), Yūto Nakayama (35/0), Kōki Kiyotake (19/7), Yūtarō Hara (11/0), Kweon Han-jin (41/4), Takurō Uehara (15/1), Anderson (3/0), Seiichirō Maki (39/3), Shūhei Kamimura (24/0), Shintarō Shimada (38/6), Daniel Schmidt (26/0)                                                         |
| Oita Trinita        | Yōhei Takeda (33/0), Takahiro Yamaguchi (28/2), Akihiro Sakata (11/1), Kim Jeong-hyun (16/1), Masashi Wakasa (33/2), Naoya Fukumori (2/0), Hideya Okamoto (9/0), Hironori Nishi (39/1), Yūsuke Gotō (29/3), Evandro (22/3), Hirotaka Tameda (32/6), Daiki Takamatsu (22/3), Masaya Matsumoto (32/1), Yoshinori Suzuki (40/1), Yū Yasukawa (36/0), Rei Matsumoto (27/1), Kōhei Isa (30/3), Kōya Kazama (12/2), Naoto Kamifukumoto (8/0), Tomohito Shūgyō (1/0), Hironori Ishikawa (2/0), Yūya Himeno (2/0), Kazushi Mitsuhira (30/4), Daisuke Sakai (4/0), Tsubasa Yoshihira (4/0), Akihiro Hyōdō (33/2), Daniel (28/0), Ryō Nagai (9/2), Tomoyuki Arata (10/1), Paulinho (2/1)              |

## Statistiken

### Tabelle
| Pl.                    | Verein                    | Sp. | S  | U  | N  | Tore    | Diff. | Punkte |
| ---------------------- | ------------------------- | --- | -- | -- | -- | ------- | ----- | ------ |
| 1.                     | Ōmiya Ardija (A)          | 42  | 26 | 8  | 8  | 072:350 | +37   | 86     |
| 2.                     | Júbilo Iwata              | 42  | 24 | 10 | 8  | 072:430 | +29   | 82     |
| 3.                     | Avispa Fukuoka            | 42  | 24 | 10 | 8  | 063:370 | +26   | 82     |
| 4.                     | Cerezo Osaka (A)          | 42  | 18 | 13 | 11 | 057:400 | +17   | 67     |
| 5.                     | Ehime FC                  | 42  | 19 | 8  | 15 | 047:390 | +8    | 65     |
| 6.                     | V-Varen Nagasaki          | 42  | 15 | 15 | 12 | 042:330 | +9    | 60     |
| 7.                     | Giravanz Kitakyūshū       | 42  | 18 | 5  | 19 | 059:580 | +1    | 59     |
| 8.                     | Tokyo Verdy               | 42  | 16 | 10 | 16 | 043:410 | +2    | 58     |
| 9.                     | JEF United Ichihara Chiba | 42  | 15 | 12 | 15 | 050:450 | +5    | 57     |
| 10.                    | Consadole Sapporo         | 42  | 14 | 15 | 13 | 047:430 | +4    | 57     |
| 11.                    | Fagiano Okayama           | 42  | 12 | 18 | 12 | 040:350 | +5    | 54     |
| 12.                    | Zweigen Kanazawa (N)      | 42  | 12 | 18 | 12 | 046:430 | +3    | 54     |
| 13.                    | Roasso Kumamoto           | 42  | 13 | 14 | 15 | 042:450 | −3    | 53     |
| 14.                    | Tokushima Vortis (A)      | 42  | 13 | 14 | 15 | 035:440 | −9    | 53     |
| 15.                    | Yokohama FC               | 42  | 13 | 13 | 16 | 033:580 | −25   | 52     |
| 16.                    | Kamatamare Sanuki (R)     | 42  | 12 | 15 | 15 | 030:330 | −3    | 51     |
| 17.                    | Kyōto Sanga               | 42  | 12 | 14 | 16 | 045:510 | −6    | 50     |
| 18.                    | Thespakusatsu Gunma       | 42  | 13 | 9  | 20 | 034:560 | −22   | 48     |
| 19.                    | Mito HollyHock            | 42  | 10 | 16 | 16 | 040:470 | −7    | 46     |
| 20.                    | FC Gifu                   | 42  | 12 | 7  | 23 | 037:710 | −34   | 43     |
| 21.                    | Ōita Trinita              | 42  | 8  | 14 | 20 | 041:510 | −10   | 38     |
| 22.                    | Tochigi SC                | 42  | 7  | 14 | 21 | 039:640 | −25   | 35     |
| Stand: Ende der Saison |                           |     |    |    |    |         |       |        |

| Aufstieg in die J1 League 2016: Ōmiya Ardija, Júbilo Iwata Teilnahme an den Aufstiegsplayoffs zur J1 League: Avispa Fukuoka, Cerezo Osaka, Ehime FC, V-Varen Nagasaki Teilnahme an den Relegationsspielen gegen den Zweitplatzierten der J3 League 2015: Ōita Trinita Abstieg in die J3 League 2016: Tochigi SC |                                                                                          |
| |                                                                                          |
| (A) | Absteiger aus der J.League Division 1 2014: Ōmiya Ardija, Cerezo Osaka, Tokushima Vortis |
| (R) | Sieger der Relegation zur J2 League 2015: Kamatamare Sanuki                              |
| (N) | Neuling, Aufsteiger aus der J3 League 2014: Zweigen Kanazawa                             |

### Aufstiegsplayoffs
Die Mannschaften auf den Plätzen 3 bis 6 spielten in drei Play-off-Spielen den dritten Aufsteiger in die J1 League 2016 aus. Im Halbfinale spielten zunächst der Drittplatzierte gegen den Sechstplatzierten sowie der Vierte gegen den Fünften. Die Gewinner dieser Spiele bestritten das Finale auf neutralem Platz gegeneinander, der Sieger stieg auf. Als Besonderheit sah der Modus vor, dass bei einem Unentschieden immer die Mannschaft mit der besseren Platzierung aus der regulären Saison weiterkommt.

#### Halbfinale
Avispa Fukuoka traf als beste der vier teilnehmenden Mannschaften im heimischen Level-5 Stadium auf V-Varen Nagasaki. Die Mannschaft aus Fukuoka suchte im Spiel immer wieder ihren Stürmer Wellington, welcher kurz nach der Pause nach einer Ecke von Toshiya Sueyoshi das entscheidende Tor erzielte. Umgekehrt stand Nagasaki ein ums andere Mal Torhüter Kōsuke Nakamura im Weg.
| Paarung        | Avispa Fukuoka – V-Varen Nagasaki |
| Ergebnis       | 1:0 (0:0)                         |
| Datum          | 29. November 2015                 |
| Stadion        | Level-5 Stadium, Fukuoka          |
| Zuschauer      | 17.129                            |
| Schiedsrichter | Ryūji Satō                        |
| Tore           | 1:0 Wellington (48.)              |

Im zweiten Halbfinale spielten Cerezo Osaka und Ehime FC gegeneinander. In einem ausgeglichenen Spiel hatte Ehime in der ersten Halbzeit Vorteile, ohne jedoch ein Tor zu erzielen. Nach der Pause erspielte sich dann Cerezo
eine Vielzahl an Chancen, die alle nicht genutzt wurden.
| Paarung        | Cerezo Osaka – Ehime FC     |
| Ergebnis       | 0:0                         |
| Datum          | 29. November 2015           |
| Stadion        | Yanmar Stadium Nagai, Osaka |
| Zuschauer      | 13.893                      |
| Schiedsrichter | Jumpei Iida                 |
| Tore           | keine                       |

#### Finale
Das Finale wurde im Sommer aufgrund der baubedingten Nichtverfügbarkeit des Nationalstadions nach Osaka ins Yanmar Stadium Nagai vergeben. Dies führte zum ungewöhnlichen Umstand, dass Cerezo Osaka ein Heimspiel bestritt, obwohl sie vom Reglement her als Auswärtsmannschaft geführt wurden. Nach einer torlosen ersten Halbzeit gingen die „Gäste“ nach einer Stunde durch einen Treffer von Keiji Tamada in Führung. Daraufhin erhöhte Avispa den Druck und kam kurz vor Schluss durch Hokuto Nakamura zum verdienten Ausgleich, der aufgrund des Modus gleichbedeutend mit dem Aufstieg war.
| Paarung        | Avispa Fukuoka – Cerezo Osaka                     |
| Ergebnis       | 1:1 (0:0)                                         |
| Datum          | 6. Dezember 2015                                  |
| Stadion        | Yanmar Stadium Nagai, Osaka                       |
| Zuschauer      | 29.314                                            |
| Schiedsrichter | Masaaki Tōma                                      |
| Tore           | 0:1 Keiji Tamada (60.), 1:1 Hokuto Nakamura (87.) |

### Relegation J2/J3
In der Relegation um einen Platz in der J2 League für die kommende Saison traf der Tabellenvorletzte Ōita Trinita auf den FC Machida Zelvia, Zweiter der J3 League 2015. Hierbei stellte sich Machida-Stürmer Kōji Suzuki als entscheidender Unterschied heraus, denn er schoss in beiden Spielen alle Tore seines Vereins. Die Randtokioter spielten somit in der kommenden Saison in der J2, während Ōita innerhalb von 24 Monaten von der J1 in die J3 durchgereicht wurde.
| Paarung        | FC Machida Zelvia – Ōita Trinita                                  |
| Ergebnis       | 2:1 (1:1)                                                         |
| Datum          | 29. November 2015                                                 |
| Stadion        | Machida Athletic Stadium, Machida                                 |
| Zuschauer      | 8.629                                                             |
| Schiedsrichter | Hiroyuki Kimura                                                   |
| Tore           | 0:1 Daniel (22.), 1:1 Kōji Suzuki (45.+2'), 2:1 Kōji Suzuki (72.) |

| Paarung        | Ōita Trinita – FC Machida Zelvia |
| Ergebnis       | 0:1 (0:0)                        |
| Datum          | 6. Dezember 2015                 |
| Stadion        | Ōita Bank Dome, Ōita             |
| Zuschauer      | 14.217                           |
| Schiedsrichter | Yūdai Yamamoto                   |
| Tore           | 0:1 Kōji Suzuki (58.)            |